# Oostwold (Westerkwartier)
Pour les articles homonymes, voir Oostwold.
Oostwold est un village de la commune néerlandaise de Westerkwartier, situé dans la province de Groningue.

## Géographie
Le village est situé au nord de Leek et à 6 km à l'ouest de Groningue. 

## Histoire
Oostwold fait partie de la commune de Leek avant le 1er janvier 2019, date à laquelle celle-ci est rattachée à la nouvelle commune de Westerkwartier.

## Démographie
En 2018, le village comptait 630 habitants.